# Мамаев, Геннадий Александрович
Геннадий Александрович Мамаев (род. 9 мая 1953, посёлок Фалёнки, Фалёнский район, Кировская область, РСФСР, СССР) — генеральный директор ОАО «Электромашиностроительный завод (ЭМСЗ) «Лепсе» (с 1997). Герой Труда Российской Федерации (2024). Заслуженный машиностроитель Российской Федерации (2016). Кандидат технических наук.
Депутат Законодательного собрания Кировской области (2002—2011).

## Биография
Родился 9 мая 1953 года в посёлке Фалёнки Кировской области. Там же окончил среднюю школу.
В 1970—1971 годах учился в техническом училище № 1 в Кирове. Параллельно с учёбой работал электромонтажником треста «Верхневолгоэлектромонтаж».
В 1971—1973 годах проходил срочную военную службу в Вооружённых силах СССР.
В 1979 году окончил Кировский политехнический институт получив квалификацию инженера-электромеханика. Во время защиты дипломной работы его заметил директор электромашиностроительного завода им. Лепсе А. С. Большев, пригласивший молодого специалиста на работу.
Работая на заводе Мамаев последовательно занимал должности инженера-конструктора, инженера-технолога, заместителя начальника цеха, начальника механического цеха, заместителя начальника производства, начальника производства. В 1992—1997 годах — технический директор (главный инженер) предприятия.
В июне 1997 года общим собранием акционеров был избран генеральным директором «Электромашиностроительный завод (ЭМСЗ) «Лепсе».

## Научная работа
Активно участвует в научных разработках кафедры электрических машин и аппаратов Вятского государственного университета. Является автором и соавтором более 50 научных статей, 10 методических пособий и 6 патентов по вопросам ремонта и эксплуатации авиагенераторов.

## Общественно-политическая деятельность
С 2002 по 2011 годы являлся депутатом Законодательного собрания Кировской области III и IV созывов. Руководил фракцией «Единой России», а также возглавлял промышленный комитет, отвечающий также за вопросы энергетики, ЖКХ, строительства и транспорта.
Является председателем Кировского регионального отделения Союза машиностроителей России, председателем общественного совета при Управлении Министерства внутренних дел России по Кировской области. Входит в состав Окружного совета Приволжского федерального округа по вопросам развития предприятий оборонно-промышленного комплекса и Совета по промышленной политике округа. В 2012 году инициировал создание Кировского регионального общественного Фонда содействия гражданским инициативам в сфере охраны общественного порядка.

## Награды и звания
- Герой Труда Российской Федерации (2024) — за особые трудовые заслуги перед государством, большой вклад в укрепление обороноспособности и безопасности страны
- Орден Почёта (2009)
- Орден Дружбы (2001)
- Медаль «За отвагу на пожаре» (1972)
- Заслуженный машиностроитель Российской Федерации (2016)
- Благодарность Правительства Российской Федерации (2003)
- Почётная грамота Государственной думы Российской Федерации (2009)
- Почётный авиастроитель (1999)
- Почётный машиностроитель (2006)
- Почётный гражданин города Кирова (2013)